# Yuri Titov
Pour les articles homonymes, voir Titov.
Yuri Yevlampiyevich Titov (russe : Юрий Евлампиевич Титов; né le 27 novembre 1935 à Omsk, Sibérie) est un gymnaste et dirigeant sportif soviétique puis russe.
Il a notamment été champion olympique par équipes en 1956 et quadruple champion du monde. Il a ensuite été président de la Fédération internationale de gymnastique de 1976 à 1996.

## Palmarès

### Jeux olympiques
- Melbourne 1956
  -  médaille d'or par équipes
  -  médaille d'argent à la barre fixe
  -  médaille de bronze au concours général individuel
  -  médaille de bronze au saut de cheval

- Rome 1960
  -  médaille d'argent par équipes
  -  médaille de bronze au concours général individuel
  -  médaille d'argent au sol

- Tokyo 1964
  -  médaille d'argent par équipes
  -  médaille d'argent à la barre fixe

### Championnats du monde
- Moscou 1958
  -  médaille d'or par équipes
  -  médaille d'or au saut de cheval

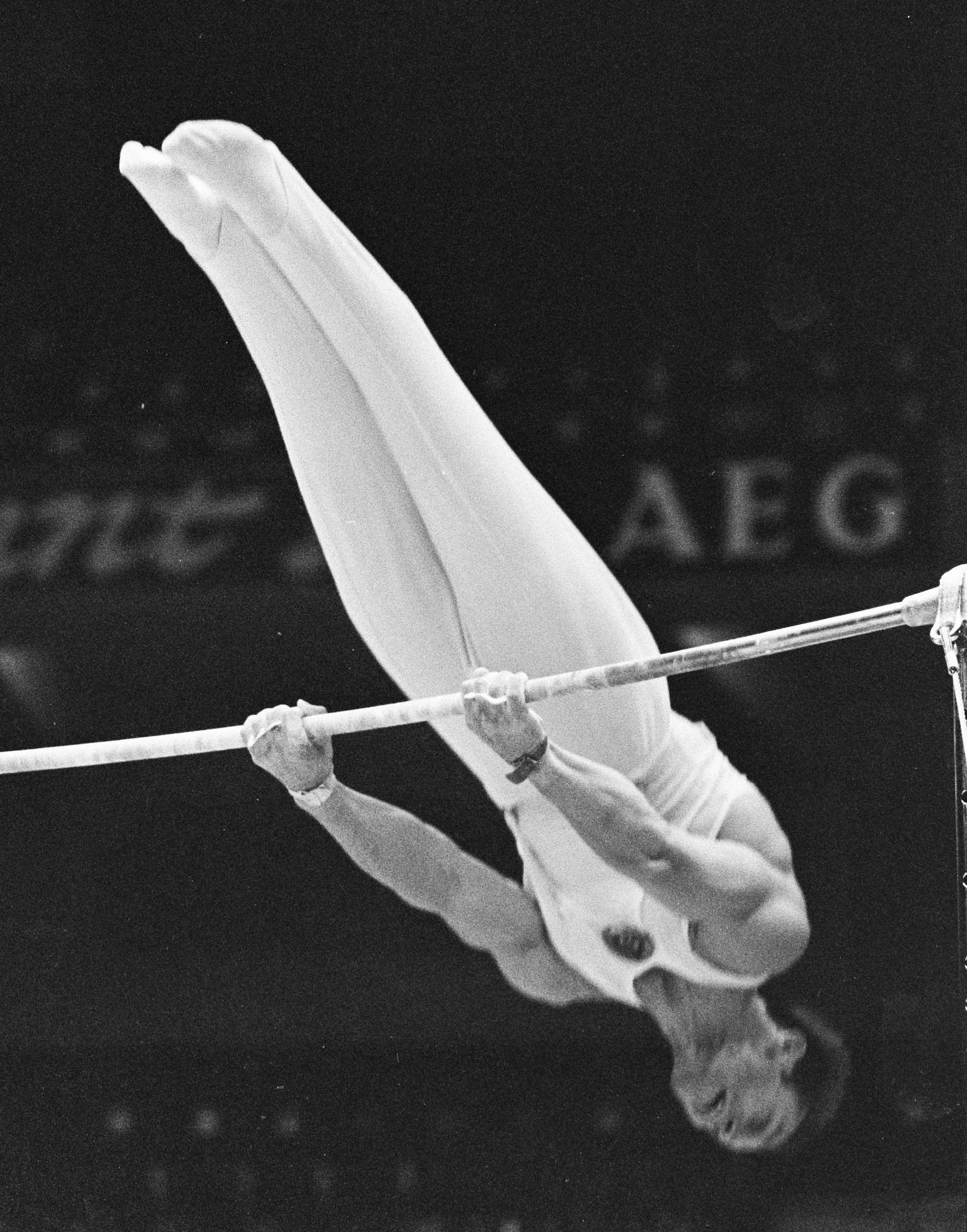
Yuri Titov, Dortmund 1966

  -  médaille de bronze au concours général individuel
  -  médaille de bronze au sol
  -  médaille de bronze aux anneaux
  -  médaille de bronze à la barre fixe

- Prague 1962
  -  médaille d'or au concours général individuel
  -  médaille d'or aux anneaux
  -  médaille d'argent par équipes

### Championnats d'Europe
- Paris 1957
  -  médaille d'argent au concours général individuel
  -  médaille d'or au saut de cheval
  -  médaille d'argent aux anneaux
  -  médaille de bronze à la barre fixe

- Copenhague 1959
  -  médaille d'or au concours général individuel
  -  médaille d'or au cheval d'arçons
  -  médaille d'or aux anneaux
  -  médaille d'or au saut de cheval
  -  médaille d'or aux barres parallèles
  -  médaille d'argent à la barre fixe
  -  médaille de bronze au sol

- Luxembourg 1961
  -  médaille d'argent au concours général individuel
  -  médaille d'or aux anneaux
  -  médaille d'or à la barre fixe